# Wallanlage Römerlager
Die Wallanlage Römerlager war eine frühmittelalterliche Wall- und Höhenburg unbekannter ständischer Zuordnung südöstlich von Bad Sooden-Allendorf im Werra-Meißner-Kreis in Hessen. Das Bodendenkmal ist ein eingetragenes hessisches Kulturdenkmal. Der ursprüngliche Name der befestigten Anlage ist unbekannt. Sie wurde erst nach ihrer Wiederentdeckung Ende des 19. Jahrhunderts als Römerlager benannt, wiewohl sie mittlerweile ins frühe Mittelalter datiert wird.

## Lage
Die Wallanlage im Frau-Holle-Land liegt etwa 1,8 km südöstlich der Stadt und auf deren Gemarkung im Altkreis Witzenhausen auf einem West-Ost liegenden flachen Höhenrücken, der durch einen Sattel zum höheren Hirschberg (243 m NHN) übergeht und der von Süden über den östlichen Kleinvachaer Bogen nach Norden durch die Werra umflossen wird. Die Anlage auf der nach Norden leicht abfallenden Mittelterrasse des Werratales grenzt dabei direkt an die steilere Hangkante im Norden und geht nach Süden in das Plateau über, Ihringsberg genannt. Nördlich der Anlage liegt die Werraaue mit mehreren Teichen, heute Bruchteiche genannt. Die Anlage war von Süden aus zugänglich, wie Altwege zeigen, die dann östlich der Wallburg zum Werratal über mehrere Hohlwege abstiegen. Westlich und östlich schützten zwei steile Einschnitte in den Höhenrücken.
Etwa 350 Meter weiter südlich befinden sich acht vorzeitliche Grabhügel, die aber zeitlich nicht mit der Befestigungsanlage in Verbindung stehen. Ca. 300 Meter nordöstlich am Werrahang des Hirschenberges befand sich die mittelalterliche Wüstung Glimmerode.

## Geschichte
Über die Wallanlage existieren keine Urkunden oder direkte geschichtliche Zeugnisse. Aufgrund ihrer Beschaffenheit und Größe wird sie ins Frühmittelalter verortet.
Die Wallanlage Römerlager wurde erstmals 1886, damals noch „Römerschanze“ genannt, beschrieben. Ab 1890 wird sie, wie heute, als „Römerlager“ bezeichnet. Zur Verwechslung kann es mit einer Abschnittsbefestigung kommen, die sich etwa 750 Meter weiter südlich auf dem Weidschen Kopf befindet und gleichfalls als „Römerschanze“ bezeichnet wird.

## Beschreibung

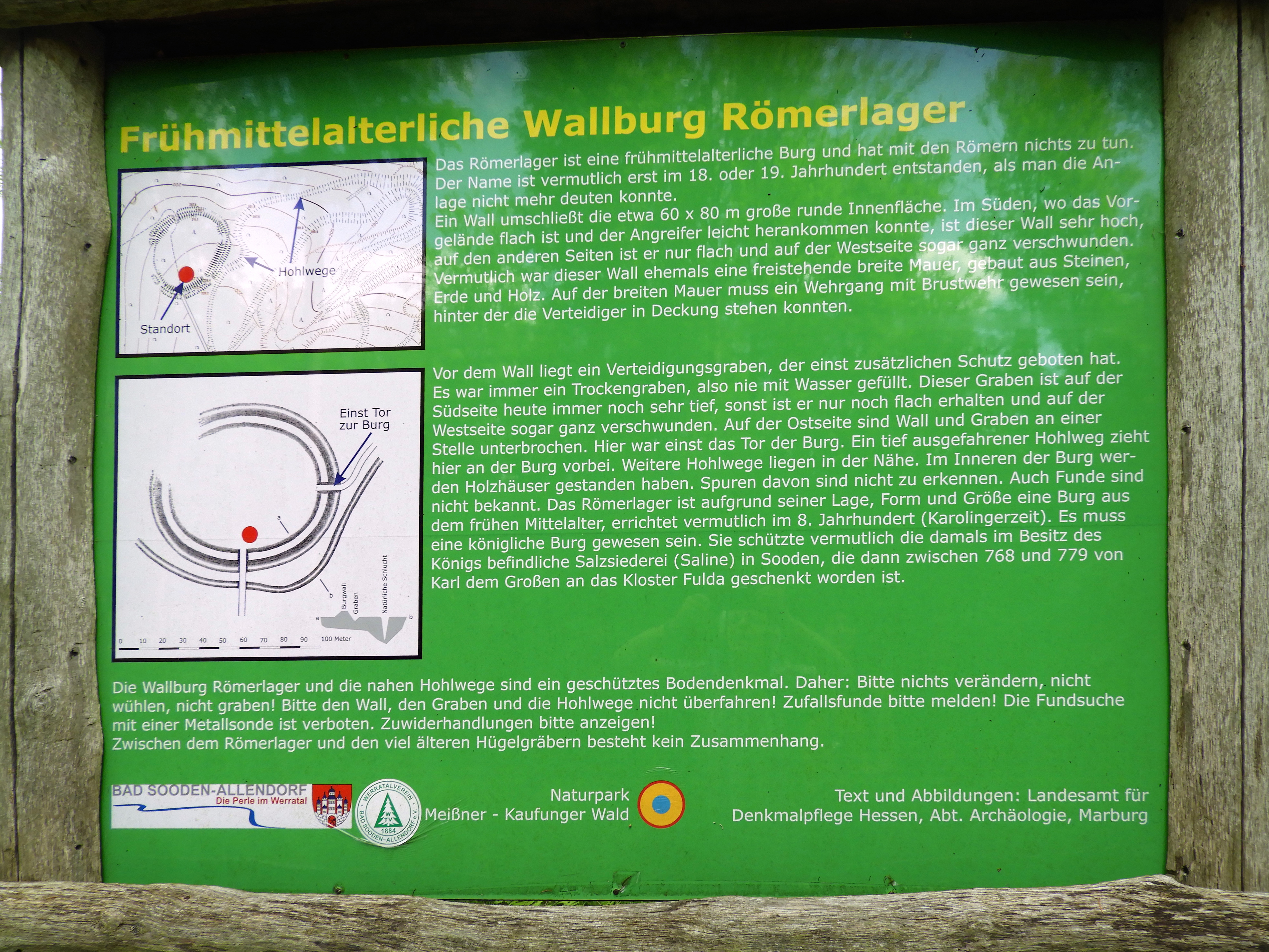
Informationstafel vor Ort

Die etwa ovale, Nordost-Südwest ausgerichtete, im Umfang 287 Meter lange Wallanlage mit Maßen von 102 auf 82 Meter (Graben-Graben-Messungen) nimmt eine Fläche von 0,63 ha ein. Dabei ist das Wall-Grabensystem nur im Osten und Süden noch deutlich zu erkennen; im Norden ist es verschleift und im Westen entweder stark abgetragen oder verschüttet. Der wohl ehemals umlaufende Spitzgraben, vermutlich auch der Grund für die „römische Benamung“ im 19. Jahrhundert, weist an der Krone eine Breite von etwa sechs Metern auf und ist noch bis 2,50 Meter tief ausgeprägt. Ende des 19. Jahrhunderts soll der Graben noch sieben Meter breit und bis drei Meter tief gewesen sein. Die Krone des bis zu zehn Meter breiten inneren Walls liegt meist um drei Meter, im Norden bis zu vier Meter über der Grabensohle. Es wird angenommen, dass es sich bei dem Wall um die verstürzten Reste einer Holz-Stein-Erde-Mauer handelt. Es sind aber auch Ähnlichkeiten zu den Ungarnwällen ersichtlich.
Der östlich vom Werratal aufsteigende Hohlweg wird in einer alten Beschreibung als zusätzlicher Burggraben erwähnt. Im Bereich der Toranlage im Osten beschreibt er einen Wellenbogen, der eine Fläche von etwa 200 m² einnimmt, wodurch eine zusätzliche gesicherte Fläche entstand, die als Vorburg gedeutet wird.
Von den vier Lücken im Wall, die 1886 aufgezeichnet wurden, sind die beiden im Norden und Süden modernen Ursprungs und die Folgen eines neuzeitlichen Wegdurchbruches. In den Reliefdaten sind heute bis zu sieben Durchbrüche im Wall ersichtlich. Das ursprüngliche Tor der Anlage lag im Osten, hier weist der Wall eine alte Unterbrechung auf. Der heute verfüllte Graben wurde vermutlich durch eine hölzerne Brücke überwunden. Bebauungsspuren im Innern der Anlage konnten bis dato nicht festgestellt werden. Auch archäologische Funde sind bisher nicht verzeichnet.
Die Anlage wird als mögliche Befestigung zum Schutz von Reichsgut angesehen, da im 8. Jahrhundert unter dem Namen Westera im Bereich von Bad Sooden-Allendorf ein Salzwerk in königlichem Besitz war, es wurde zwischen 768 und 779 von Karl dem Großen dem Kloster Fulda übereignet. Die Nachfolgerin der in diesem Fall karolingischen Burg „Römerlager“ wäre dann die nordwestlich nahe Sooden gelegene spätere Westerburg, die damit den ursprünglichen Namen fortgeführt hätte.
Die Befestigungsanlage ist über Wanderwege von Norden, Westen und Süden aus erreichbar. In der Beschreibung des Premiumweges P7 Söder Wald. Bad Sooden-Allendorf wird explizit auf eine Sonderrunde zur Wallburg und den Hügelgräbern verwiesen:

„Sie sollten unbedingt die historische Wallanlage Römerlager und die Hügelgräber in Ihre Tagestour mit einbeziehen, der Wald scheint dort verwunschen. Beide sind direkt am P7 auf einem zusätzlichen Rundweg von 1 km Länge zu erreichen.“

Eine Infotafel vor Ort erläutert Lage, Aussehen und gibt historische Informationen. Die Anlage und die östlich angrenzenden Hohlwege sind ebenso wie die Hügelgräber geschützte Bodendenkmale.

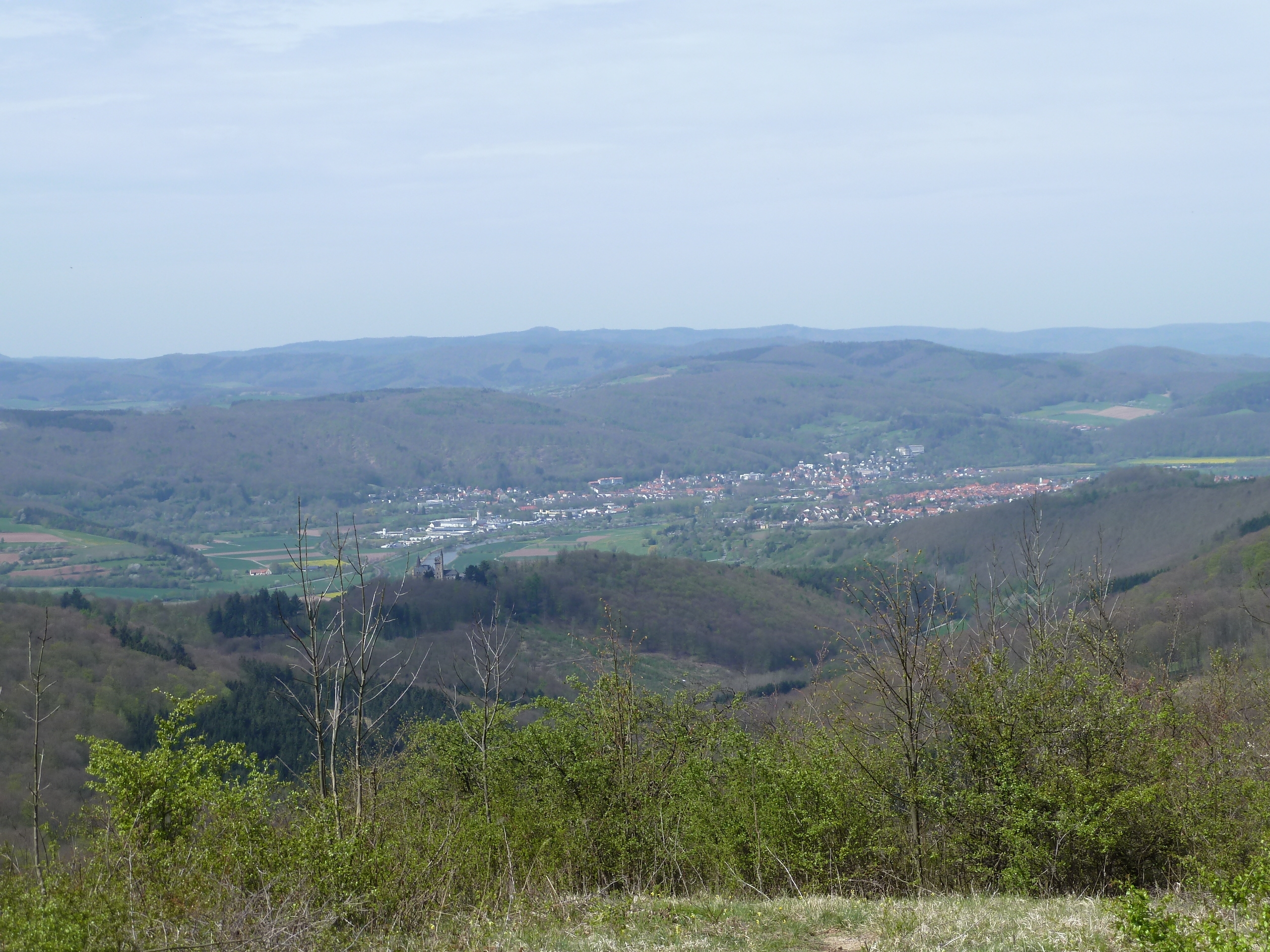
Blick (2012) von der Gobert ins Werratal und auf Bad Sooden-Allendorf. Mitte links Schloss Rothestein; ganz am linken hinteren Bildrand (dunkler Waldsaum) liegt die Wallanlage
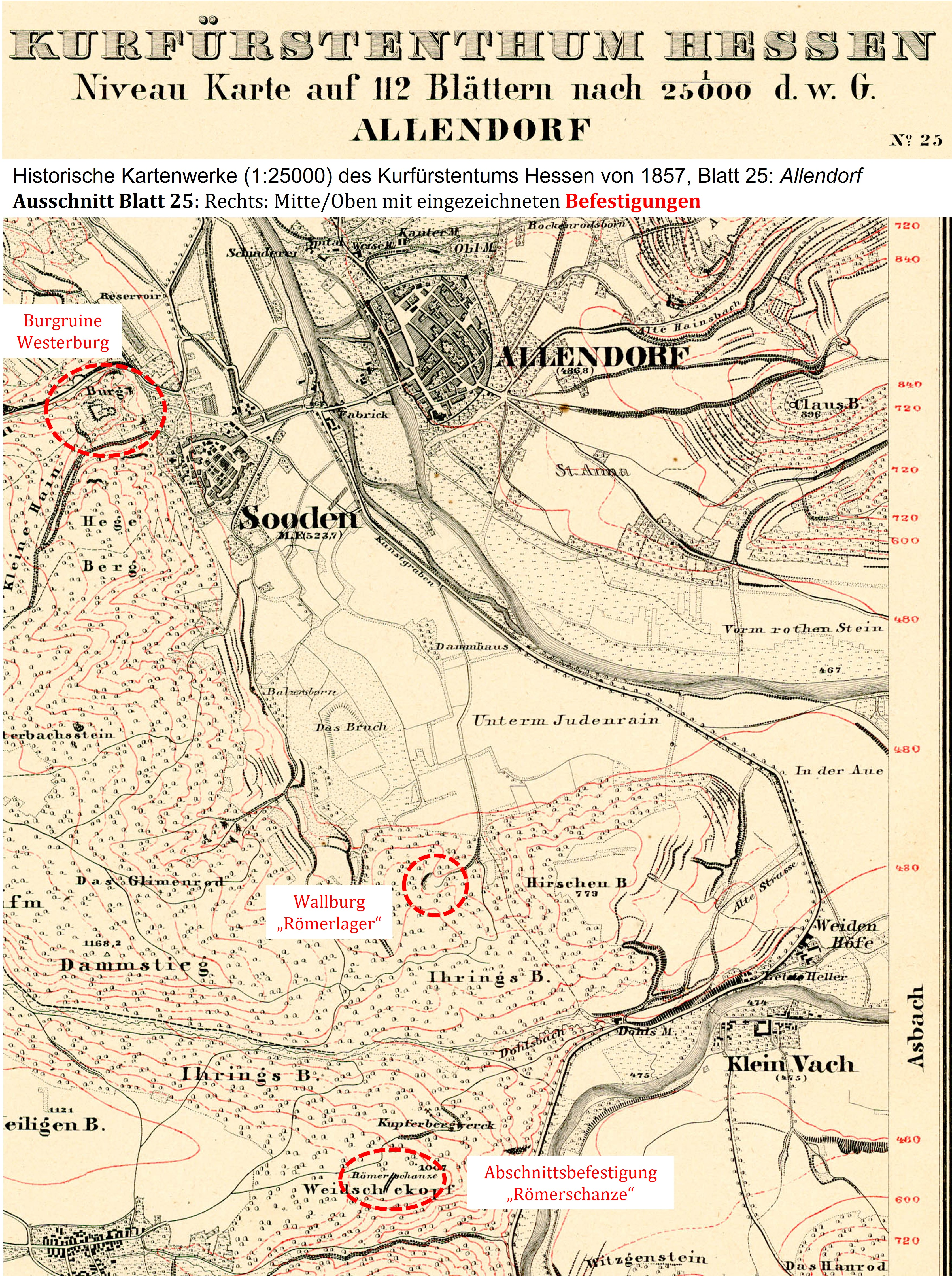
Kartenausschnitt Kartenblatt 25, Allendorf von 1857 des Kurfürstentums Hessen mit eingezeichneten Befestigungen
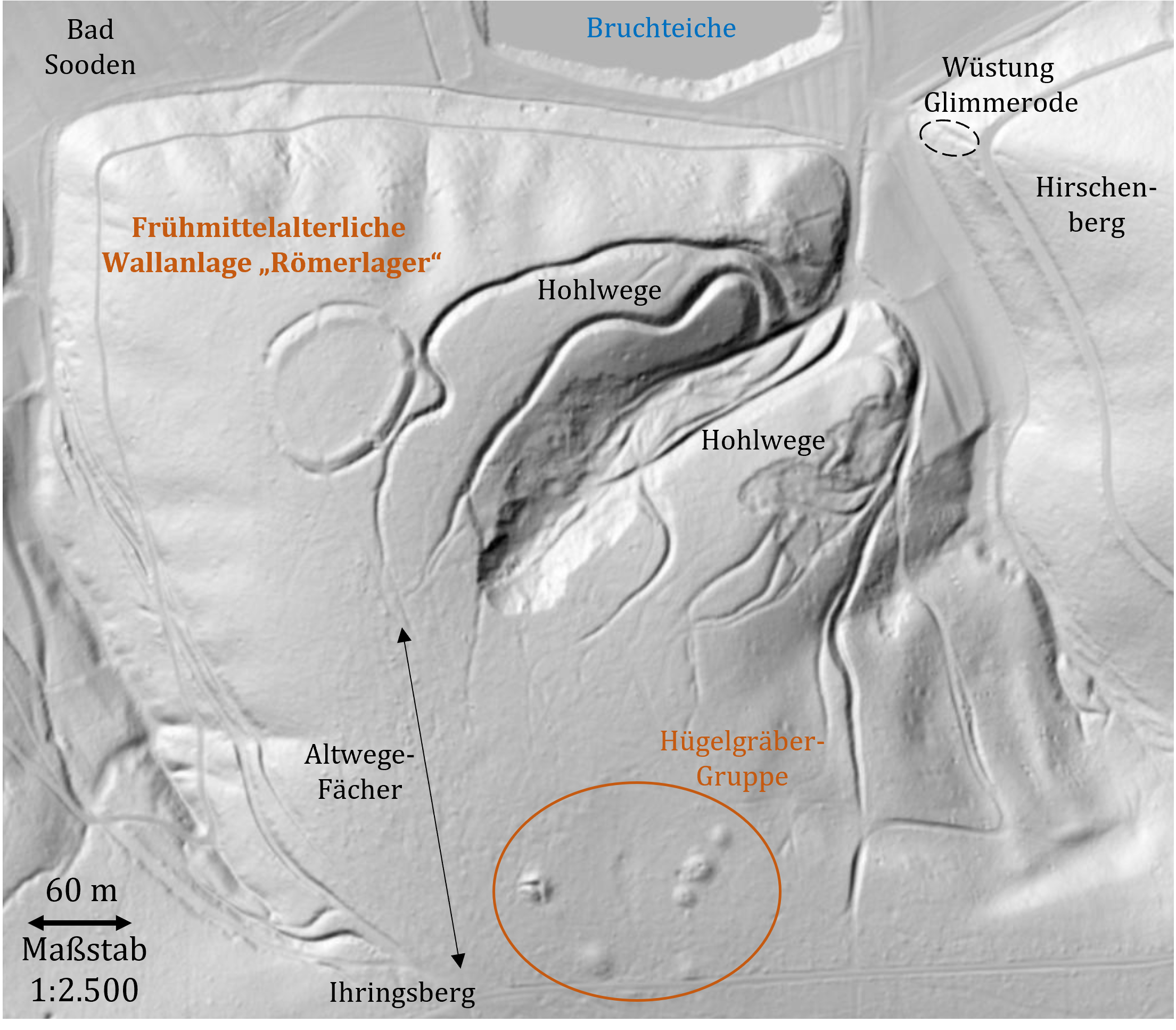
Reliefdaten der Wallanlage und ihrer Umgebung (2024)
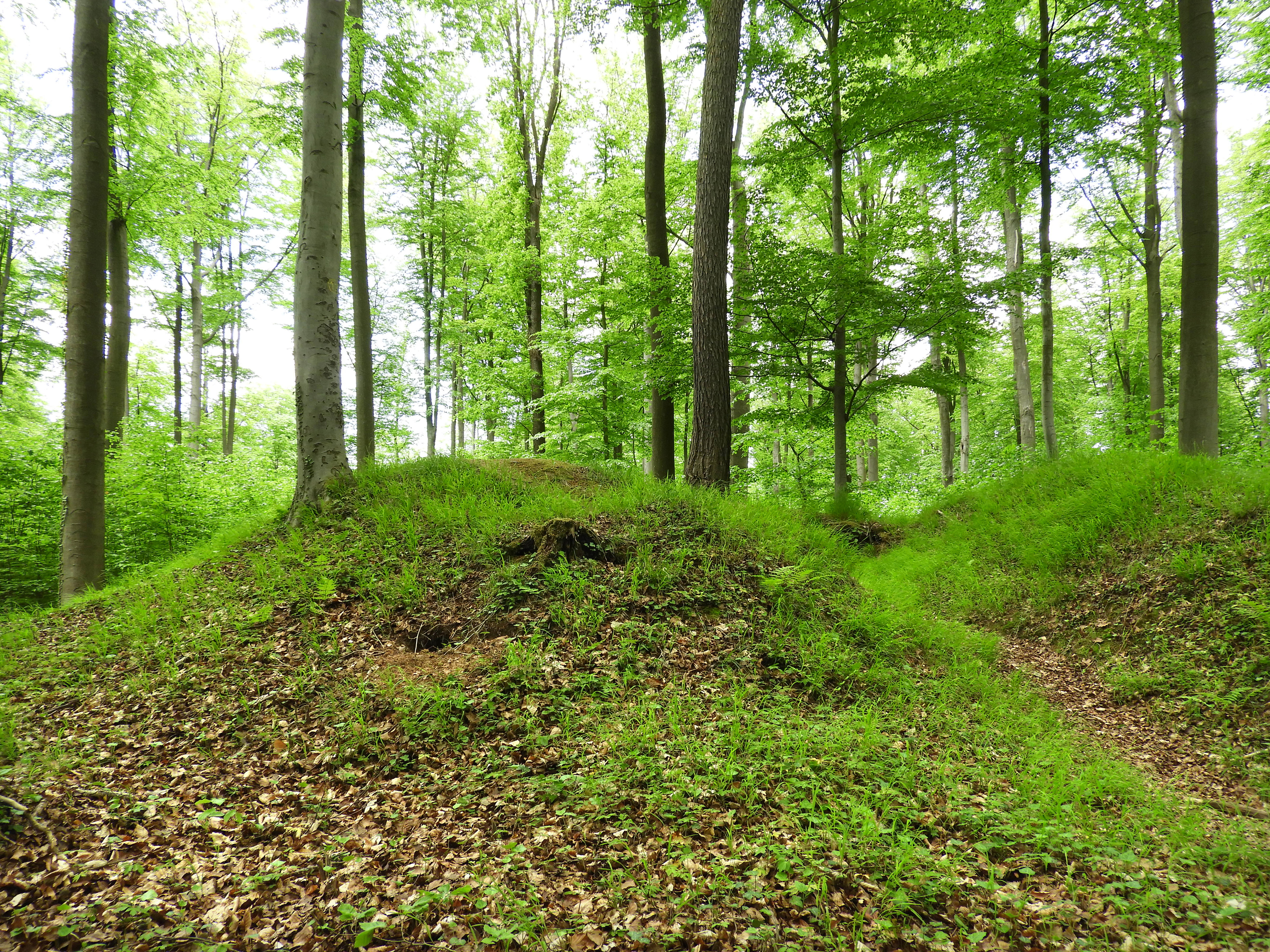
Durchgang in der Wallanlage (2017)